# Ataenius crenulatus
Ataenius crenulatus är en skalbaggsart som beskrevs av Schmidt 1910. Ataenius crenulatus ingår i släktet Ataenius och familjen Aphodiidae. Inga underarter finns listade.